# Zemsko (województwo wielkopolskie)
Zemsko – wieś w Polsce położona w województwie wielkopolskim, w powiecie grodziskim, w gminie Granowo.
Wieś duchowna Zębsko, własność Klasztoru Jezuitów w Poznaniu pod koniec XVI wieku leżała w powiecie poznańskim województwa poznańskiego. 
Leon Plater w XIX-wiecznej książce pod tytułem "Opisanie historyczno-statystyczne Wielkiego Księztwa Poznańskiego" (wyd. 1846) wzmiankuje o folwarku Zemsko oraz kolonii o tej samej nazwie. Obie wsie leżały w ówczesnym powiecie bukowskim, który dzielił się na cztery okręgi (bukowski, grodziski, lutomyślski oraz lwowkowski). Folwark i kolonia Zemsko należały do okręgu bukowskiego, w obrębie majętności prywatnej Bielawy, której właścicielem była wówczas kapituła poznańska. Według spisu urzędowego z 1837 roku folwark Zemsko liczył 34 mieszkańców i 4 dymy (domostwa), natomiast kolonia Zemsko liczyła 102 mieszkańców oraz 20 dymów.
W latach 1975–1998 miejscowość należała administracyjnie do województwa poznańskiego.
Istnieją relacje, że w 1961 roku wiele osób doświadczyło objawień Jezusa przy figurze Najświętszego Serca Pana Jezusa.